# Ataxolepis
Ataxolepis is een geslacht van straalvinnige vissen uit de familie van langneuzen (Megalomycteridae). Het geslacht is voor het eerst wetenschappelijk beschreven in 1966 door Myers & Freihofer.